# Sigurd Ier de Norvège
Sigurd Ier Jórsalafari (c'est-à-dire le Croisé) (1090- † 26 mars 1130), roi de Norvège de 1103 à 1130. Sigurd Ier de Norvège est le fils de Magnus III Barfotr et de sa concubine Thora.

## La jeunesse du roi
Né en 1090, il accompagne très jeune son père dans les expéditions guerrières menées en 1098 et 1102 afin de maintenir la suzeraineté norvégienne sur les îles du nord et de l’ouest de l’Écosse, que les Norvégiens considéraient comme des dépendances de leur royaume. 
Après l’éviction des dirigeants locaux par Magnus III en 1098, Sigurd est placé nominalement par son père de 1100 à 1103 à la tête des Orcades et du double royaume de l'île de Man et des Hébrides.
En 1102, Sigurd épouse la princesse irlandaise Biadmuine ou Blathmina, âgée de 6 ans. Il s’agit d’une union diplomatique destinée à sceller l’alliance de son père avec celui de la jeune épouse, le roi Muirchertach O’Brien, Ard ri Érenn, roi suprême d’Irlande et suzerain du royaume scandinave de Dublin.
Après la mort de son père Magnus III, tué en août 1103 lors d’un combat en Ulster, Sigurd abandonne sa jeune épouse et regagne la Norvège afin de partager le pays avec ses demi-frères : Eystein Ier, âgé de 15 ans, et Olaf, âgé seulement de 5 ans. Le règne conjoint des trois frères semble avoir été paisible. 
Par souci d’apaisement, les Orcades furent officiellement rendues en 1105 à Haakon Paulsson, l'un des héritiers des dynastes tués ou capturés par Magnus III.

## Le croisé
Sigurd décide alors d’effectuer une croisade-pèlerinage en Terre sainte, qui est nommée dans la Saga Jorsalaland (c'est-à-dire Pays de Jérusalem). C'est le premier souverain européen à partir en croisade. Cette expédition, qui ne durera pas moins de 3 ans et que Sigurd Ier mène à la tête de 60 bateaux, est longuement décrite dans la Saga consacrée aux règnes des fils de Magnus III. Sigurd y gagnera son surnom de Jórsalafari, le Croisé (textuellement: Celui qui est allé à Jérusalem).
Partis vraisemblablement à l’automne 1108, les Norvégiens hivernent en Angleterre, où Sigurd est reçu par le roi Henri Ier Beauclerc. Au printemps suivant, la flotte gagne ensuite la Galice, puis le Portugal, où elle participe à une vaine tentative de reprise de Lisbonne aux musulmans par les troupes d’Henri de Bourgogne, comte de Portugal.
En Méditerranée, Sigurd guerroie contre les arabes dans les Baléares, dans les îles d'Ibiza, de Formentera et de Minorque. Il gagne ensuite la Sicile normande au printemps 1109, où il séjourne à la cour du comte Roger II de Sicile. La Saga précise faussement que ce dernier reçut de Sigurd  le titre de roi, alors que ce titre ne lui fut accordé qu'en 1130 par l'Antipape Anaclet II.
Les Norvégiens gagnent enfin la Terre sainte. Ils débarquent à Joppa (actuelle Jaffa) et leur flotte prend une part décisive à la conquête de Sidon par le roi de Jérusalem Baudouin de Boulogne le 19 décembre 1110. Après une visite à Jérusalem, Sigurd remonte vers Constantinople, où il est reçu par l’Empereur Alexis Ier Comnène, que la Saga nomme Kirialax.
Le retour s’effectue par la route terrestre via la Bulgarie, la Hongrie et le Saint-Empire romain germanique. Sigurd rencontre en Saxe le duc et futur Empereur Lothaire de Supplinbourg.
Arrivé dans la Mer Baltique, avant de regagner la Norvège, il rencontre au milieu de l’été 1111 à Heidaby le roi Niels de Danemark.

## Le roi de Norvège
À son retour, considéré comme un héros, Sigurd Ier de Norvège épouse Malfrid, une fille du prince de Kiev Mstislav Ier Harald et de Christina, une fille du roi de Suède Inge Ier l'Ancien. Un seul enfant, la princesse Christina de Norvège, naîtra de cette union. Vers 1115, le roi Sigurd Ier de Norvège a par ailleurs de sa liaison avec une concubine Borghild, fille du noble Olaf de Dal, un fils Magnus qu’il considèrera comme son héritier.
Vers 1125, Sigurd Ier reçoit en Norvège un dénommé Gille Christ, le futur Harald IV de Norvège, originaire d’Irlande, ramené par Halkel Huk de More.  Après avoir subi une ordalie consistant à marcher sur des socs de charrues chauffés à blanc, Harald réussit à convaincre Sigurd qu’il est un fils illégitime du roi Magnus III et d’une Irlandaise. Sigurd accepte de reconnaître Harald, sous réserve que celui-ci s’engage à ne pas revendiquer le trône de son vivant ni de celui de son héritier, le futur Magnus IV de Norvège. Un serment solennel est prêté par le peuple à cette occasion. Les relations entre Magnus et Harald commenceront toutefois à se dégrader rapidement…
En 1128, le roi Sigurd Ier, saisi semble-t-il de sénilité précoce, décide de divorcer de la reine Malfrid pour épouser la jeune Cécilia, fille d’un homme important selon la Saga. Malgré l’opposition de l’évêque Magnus de Bergen et de Sigurd son futur successeur à l’évêché, le roi parvient à réaliser son projet, grâce à la complaisance de Reinald, un Anglais qu’il avait fait nommer premier évêque de Stavanger. 
Dans les faits, cette affaire est une tentative de la part des évêques de s'affranchir de l'autorité royale car rien ne s'oppose à ce remariage dans la loi norvégienne. Cependant, les évêques opposent la défense de la fidélité et de la monogamie véhiculée par les valeurs de l'Église d'Occident. 
Le roi Sigurd Ier de Norvège meurt peu après de maladie à Oslo à l'âge de 40 ans le 26 mars 1130. Il est inhumé en l'église Hallvardskirken d'Oslo.

## Postérité
L'épopée du roi Sigurd Ier sert d'argument à la suite orchestrale d'Edvard Grieg appelée Sigurd Jorsalfar.

## Sources
- Notices d'autorité :   - VIAF
  - ISNI
  - LCCN
  - GND
  - Pays-Bas
  - Israël
  - WorldCat
- (no) Claus Krag, « Sigurd 1 Magnusson Jorsalfare », Norsk biografisk leksikon, consulté le 5 octobre 2013.
- (en) Byron J. Nordstrom Dictionary of Scandinavian History, Londres 1986  (ISBN 0313228876) p. 536-537.
- (en) Knut Gjerset History of the Norwegian People The Macmillan Company New York 1915, réédition The Mac Millan Company  (ISBN 9781376361513). « Norway Participates in the Crusades. Eystein Magnusson and Sigurd The Crusader » p. 311-319, « The Reign of King Sigurd The Crusader » p. 333-336
- (en) Heimskringla de Snorri Sturluson Sagas of the Norse Kings Publié par Read Books, 2008  (ISBN 1443738247). Livre XIII « The sons of Magnus » p. 276-319.
- Jean-Charles Volkmann  Généalogie des rois et des princes Edit. Jean-Paul Gisserot (1998)
- Paul Riant, Expéditions et pèlerinages des Scandinaves en Terre Sainte au temps des croisades, Volume I, Chapitre IV (« Croisade de Sigurd I »), Impr. A. Lainé et J. Havard, Paris, 1865 (lire en ligne).